# 前田陽可
前田 陽可（まえだ はるか、1992年2月10日 - ）は、日本の女性フィギュアスケート選手。岡山県倉敷市出身。

## 来歴
小学1年生の時にスケートを始め、髙橋大輔と同じ長光歌子コーチのもとでシングルの選手として全日本ノービスなどで活躍していた。水谷からのアプローチを受け、高校1年生の時にアイスダンスを始め、その年の全日本ジュニアで優勝した。

## 主な戦績
- 2007-2008　全日本ジュニアアイスダンス優勝。パートナーは水谷太洋。